# Elaphria deltoides
Elaphria deltoides là một loài bướm đêm trong họ Noctuidae.